# Gerd Bandilla

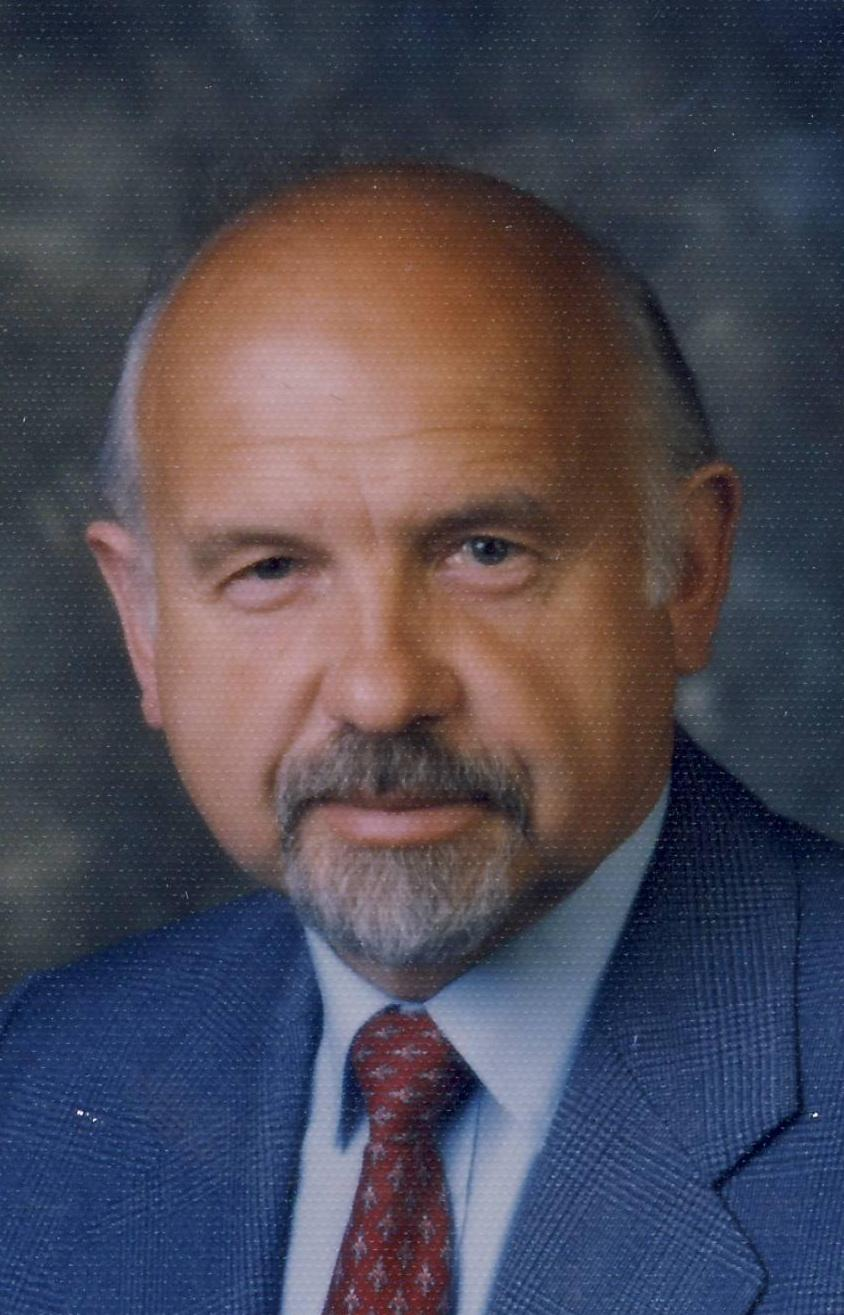
Gerd Bandilla 1992

Gerd Bandilla (* 3. Oktober 1934 in Mostolten, Kreis Lyck) ist ein deutscher Kommunalpolitiker, ehemaliger Gemeindedirektor von Nörvenich im Kreis Düren und Kreisvertreter von Lyck.

## Leben
Als Zehnjähriger flüchtete Bandilla mit seinen Eltern aus Ostpreußen in das Rheinland. Nach dem Schulbesuch und der Verwaltungslehre beim damaligen Amt Friesheim, heute Stadtteil von Erftstadt, wechselte Bandilla zur Stadtverwaltung Köln, wo er zuletzt in der Kämmerei tätig war. 1972 wurde er als Nachfolger des verstorbenen Gemeindedirektors Josef Pütz zum Gemeindedirektor (damals Leiter der Verwaltung in Nordrhein-Westfalen) von Nörvenich gewählt. Diese Tätigkeit übte er bis zu seiner Pensionierung im Jahre 1992 aus. Bandilla ist verheiratet und hat eine Tochter. Er wohnt in Friesheim.
In seiner Amtszeit wurde das Schloss Nörvenich als ältestes Baudenkmal der historischen Gemeinde unter Denkmalschutz gestellt. Ab 1980 hat es die Familie Bodenstein-(Pottenstein) ohne öffentliche Mittel zur Nutzung als privates Museum für Arno Breker und nach dessen Tod 1991 auch andere mit ihm verbundene Künstler sowie überregionalen Veranstaltungsort ausgebaut. Seither wird es auch als „Schloss der Bürger“ vermarktet, in dem auch standesamtliche Trauungen, Jubiläums-Festlichkeiten von Unternehmen, Politikern und Traditions-Vereinen stattfinden können. Das historische Gebäude wird auch für Film- und Fernsehaufnahmen genutzt.

## Parteiämter
Gerd Bandilla war neben vielen Ämtern in den örtlichen CDU-Verbänden von 1969 bis 1975 Stadtverordneter der Stadt Erftstadt sowie von 1975 bis 1989 Kreistagsabgeordneter des Rhein-Erft-Kreises. Weiterhin war er 
von 1975 bis 1982 Mitglied der Delegiertenversammlung des Erftverbandes sowie von 1976 bis 1984 Aufsichtsratsmitglied der Strukturfördergesellschaft für den Rhein-Erft-Kreis.

## Tätigkeit für Lyck
Gerd Bandilla engagierte sich sehr früh für seinen Heimatort im heutigen Polen. Er war Mitbegründer und von 1965 bis 1971 Vorsitzender der "Gemeinschaft Junger Lycker" innerhalb der Kreisgemeinschaft Lyck. 1977 übernahm er die Ortsvertretung für Mostolten, seinen Geburtsort. 1982 wurde er stellvertretender Kreisvertreter und im Oktober 1985 Kreisvertreter. Im November 1992 wurde er von der ostpreußischen Landesvertretung (OLV) zum Mitglied des Geschäftsführenden Vorstands gewählt. Er baute die Kontakte zur Partnerstadt Hagen aus und bereitete viele Kreistreffen vor. Seit 1992 hat er viele Busreisen in seine ostpreußische Heimat organisiert und begleitet.

## Auszeichnungen
- Goldenes Ehrenzeichen der Landsmannschaft Ostpreußen, 1997
- Weiße Lilie als bester Botschafter bei der Völkerverständigung und Versöhnung zwischen Polen und Deutschland, 2008[3]
- Bundesverdienstkreuz am Bande, 2013[4]